# Mateřídouška vejčitá
Mateřídouška vejčitá neboli mateřídouška polejová (Thymus pulegioides) je léčivá rostlina z čeledi hluchavkovitých. Je nejrozšířenější mateřídouškou v české přírodě.

## Popis
Mateřídouška je drobná bylina s plazivou, u země dřevnatějící hranatou lodyhou, která je na hranách chlupatá (nápadný poznávací znak). Tvoří trsnaté keříky o výšce 10 až 30 cm. Po rozemnutí je pro ni typická vůně, která se může lišit podle stanoviště a genetické mutace. Listy jsou vstřícné, vejčité až široce eliptické (7-12 × 4-6 mm), krátce řapíkaté.
Květy jsou drobné a fialové, uspořádané do složeného květenství lichopřeslenů formujících koncový lichoklas; jsou oboupohlavné nebo funkčně samičí (se zakrnělými tyčinkami). Kvete od července do října, plody jsou tvrdky.

## Výskyt
Roste téměř po celé Evropě až do poloviny evropské části Ruska. V České republice se vyskytuje po celém území, chybí pouze v nížinných oblastech moravských úvalů, řidší je také v Polabí, Poohří nebo Žatecké pánvi.
Preferuje nízké či pravidelně sekané suché či mezofilní louky, travnaté a kamenité svahy (například i hráze, kamenné zídky, železniční náspy apod.), meze, okraje lesů a cest, případně obrůstá hliněná mraveniště. Je tolerantní k půdnímu pH, vyžaduje ale substrát chudší na živiny a dostatek světla.

## Použití
Mateřídouškový čaj je účinný pří onemocněních horních cest dýchacích (kašel, chřipka, zánět průdušek), při poruchách zažívání spojených s plynatostí a kolikami (zvyšuje vylučování žaludečních šťáv). Rovněž navozuje klid, příjemný spánek, pomáhá při bolestech hlavy, závratích a nervových slabostech.
Využívá se na výrobu čajů nebo jako koření. Dříve se prášek z usušených listů používal k odpuzování blech (odtud pochází název pulegioides – latinsky Pulex = blecha).

## Účinné látky
Obsahuje množství silic (thymol, cymol, karvakrol, linalol, terpineol), kyselinu ursolovou, flavonoidy, flavony, karvanol, třísloviny a hořčiny.

## Poddruhy
- mateřídouška vejčitá pravá (Thymus pulegioides subsp. pulegioides) – běžný poddruh
- mateřídouška vejčitá kraňská (Thymus pulegioides subsp. carniolicus) – v ČR jen v lomu u Hněvotína (národní přírodní památka Na skále);
- mateřídouška vejčitá horská (Thymus pulegioides subsp. montanus) – v ČR ojediněle v karpatských hornatinách